# دانشگاه نیومن
دانشگاه نیومن دانشگاهی در شهر بیرمنگام انگلستان است. این دانشگاه از نظر افزایش درآمد فارغ‌التحصیلان دارای رتبه سوم در انگلستان است.

## پیشینه
نامگذاری این دانشگاه از نام جان هنری نیومن کشیش و شاعر قرن نوزدهم است که کاردینال و عضو انجمن کشیشان در کلیسای شهر بیرمنگام بود.

## رشته‌های دانشگاهی
- حقوق
- ریاضیات
- تاریخ
- هنر
- رایانش
- روان‌شناسی

## امکانات ورزشی
دانشگاه نیومن دارای امکاتات ورزشی برای کارکنان و دانشجویان است از جمله مرکز ورزش این دانشگاه در پردیس آن واقع شده‌است. این مرکز دارای بخش‌هایی برای اسکواش و بدمینتون است.

## رتبه دانشگاه
دانشگاه نیومن در سال ۲۰۱۵ در میان بهترین دانشگاه‌های انگلستان براساس بیشترین رضایتمندی دانشجویان بود. از میان رشته‌های مختلف تاریخ و مطالعات انگلیسی این دانشگاه را در رتبه نخست بین دانشگاه‌های انگلستان قرار داد.

## رویدادهای مهم
مادر ترزا در سال ۱۹۹۲ از پردیس دانشگاه نیومن بازدید کرد. دانشجویان و کارمندان این دانشگاه در سال ۲۰۱۲ در یک مراسم عشای ربانی با حضور بندیکت شانزدهم شرکت کردند.

## نگارخانه

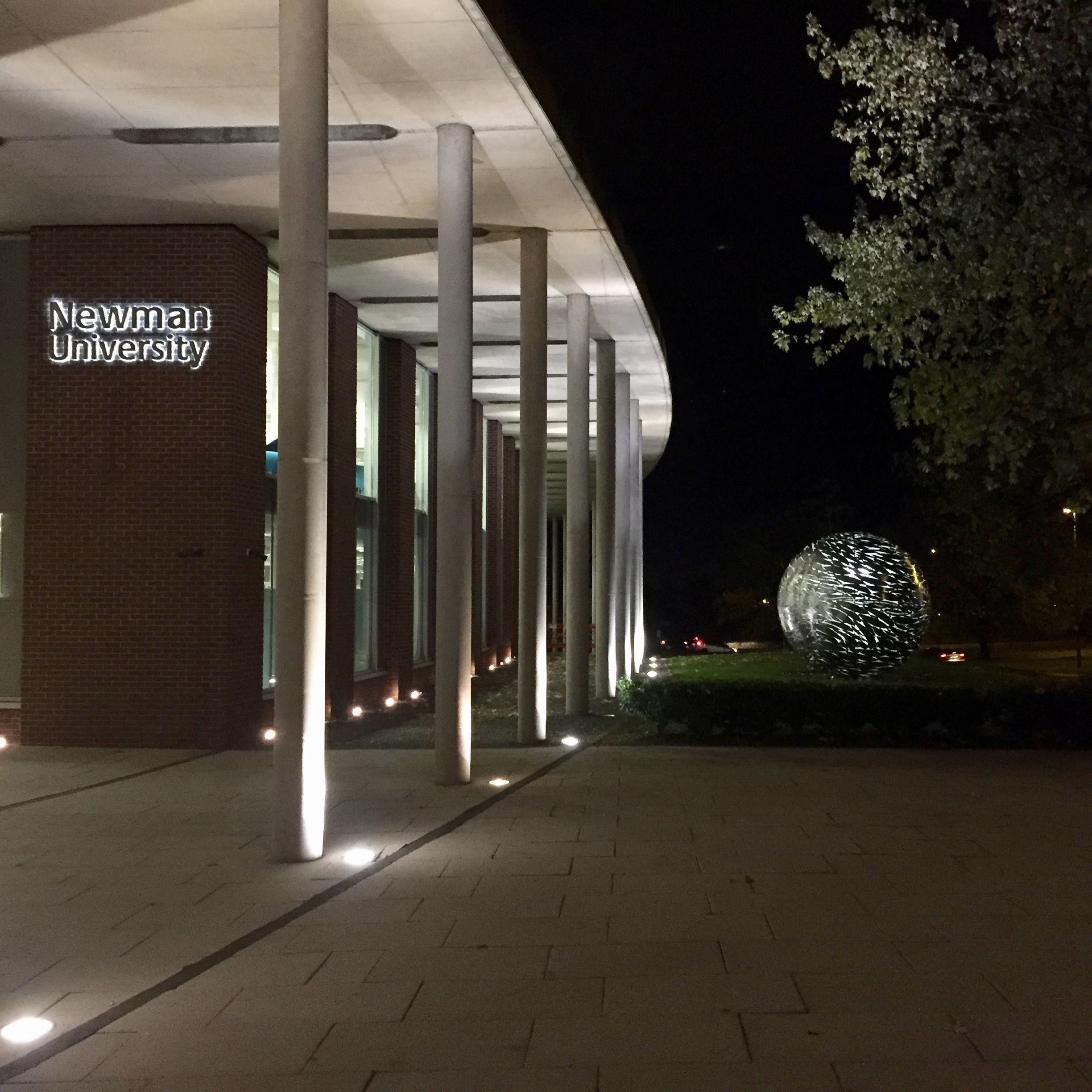
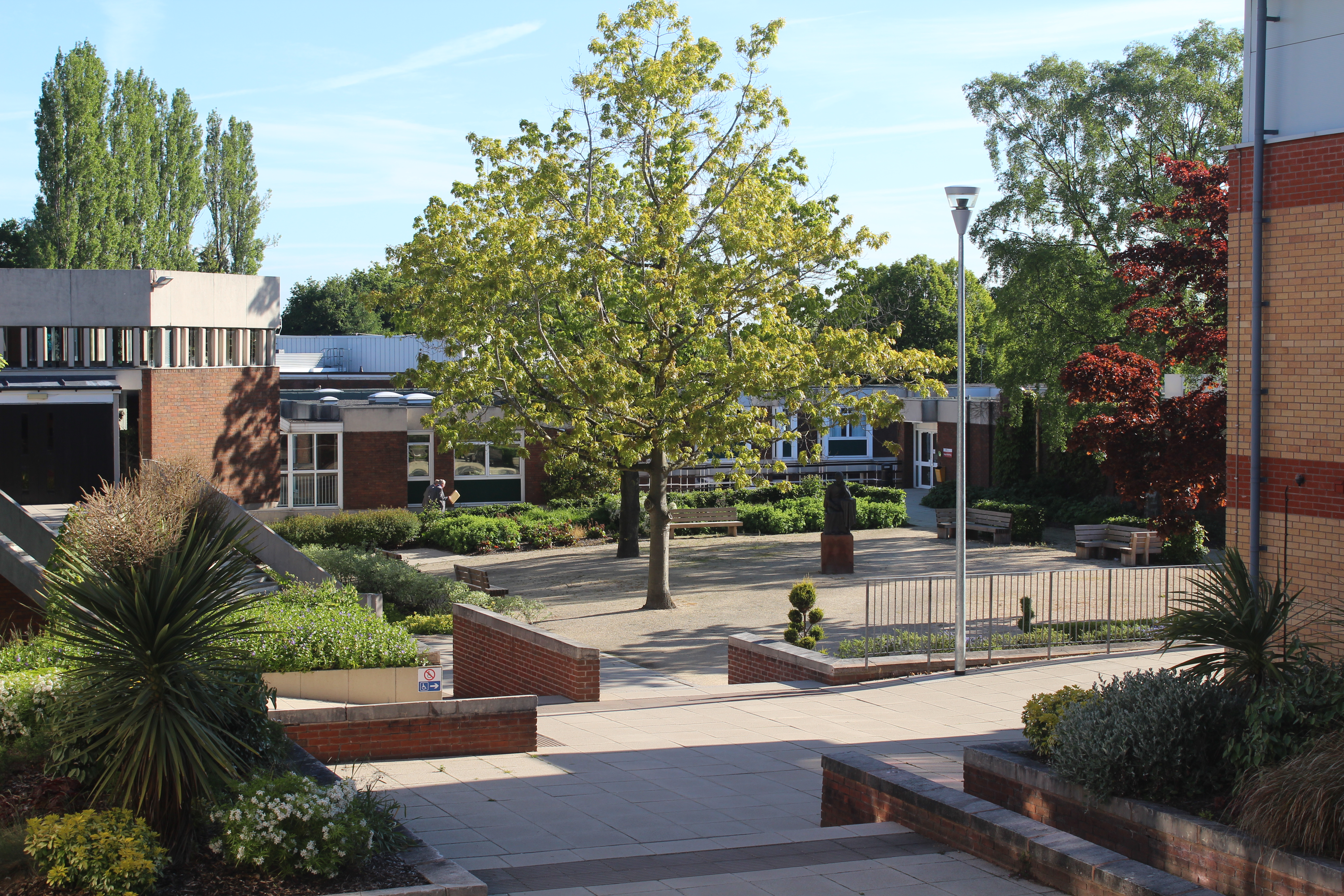
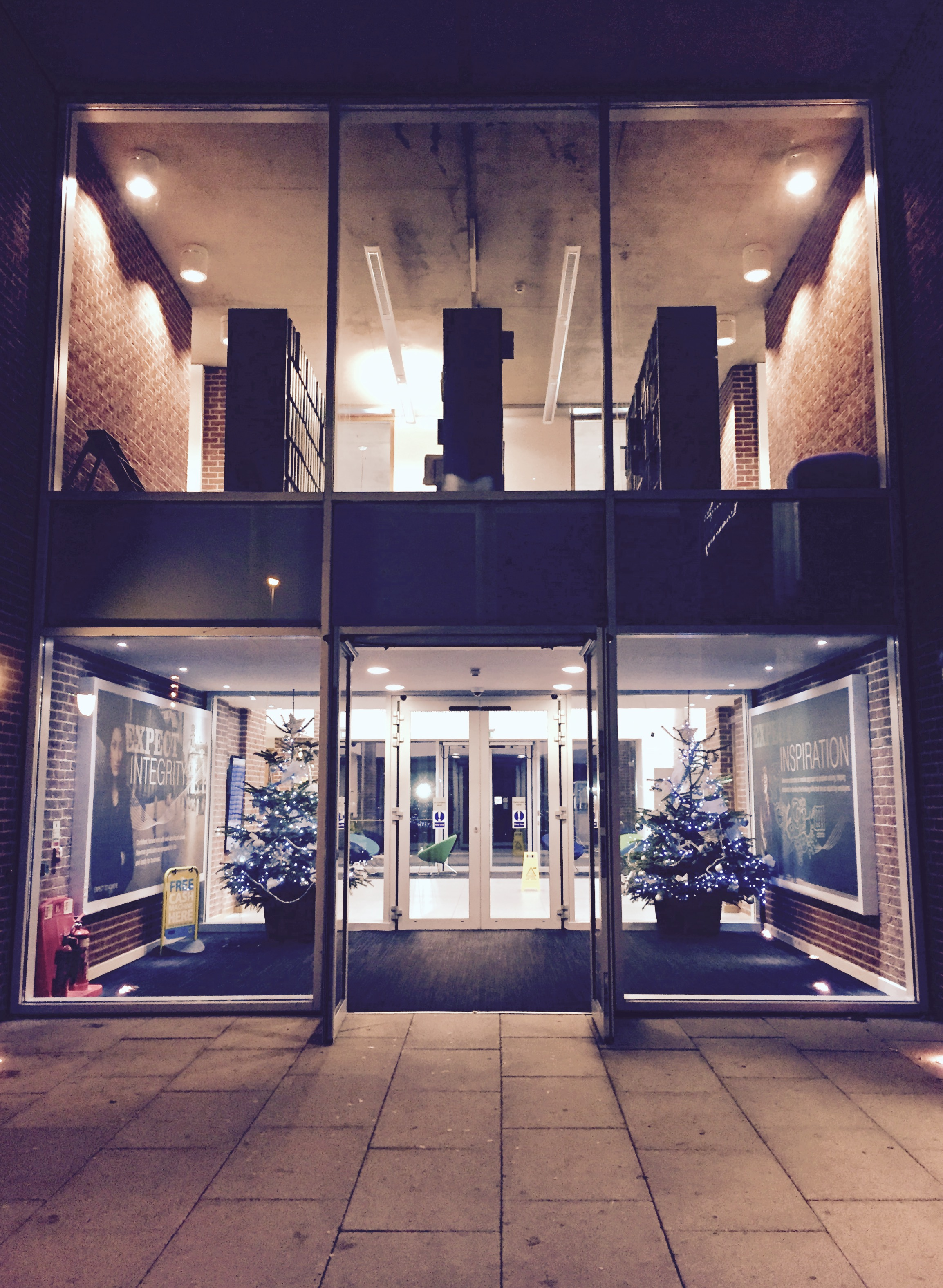
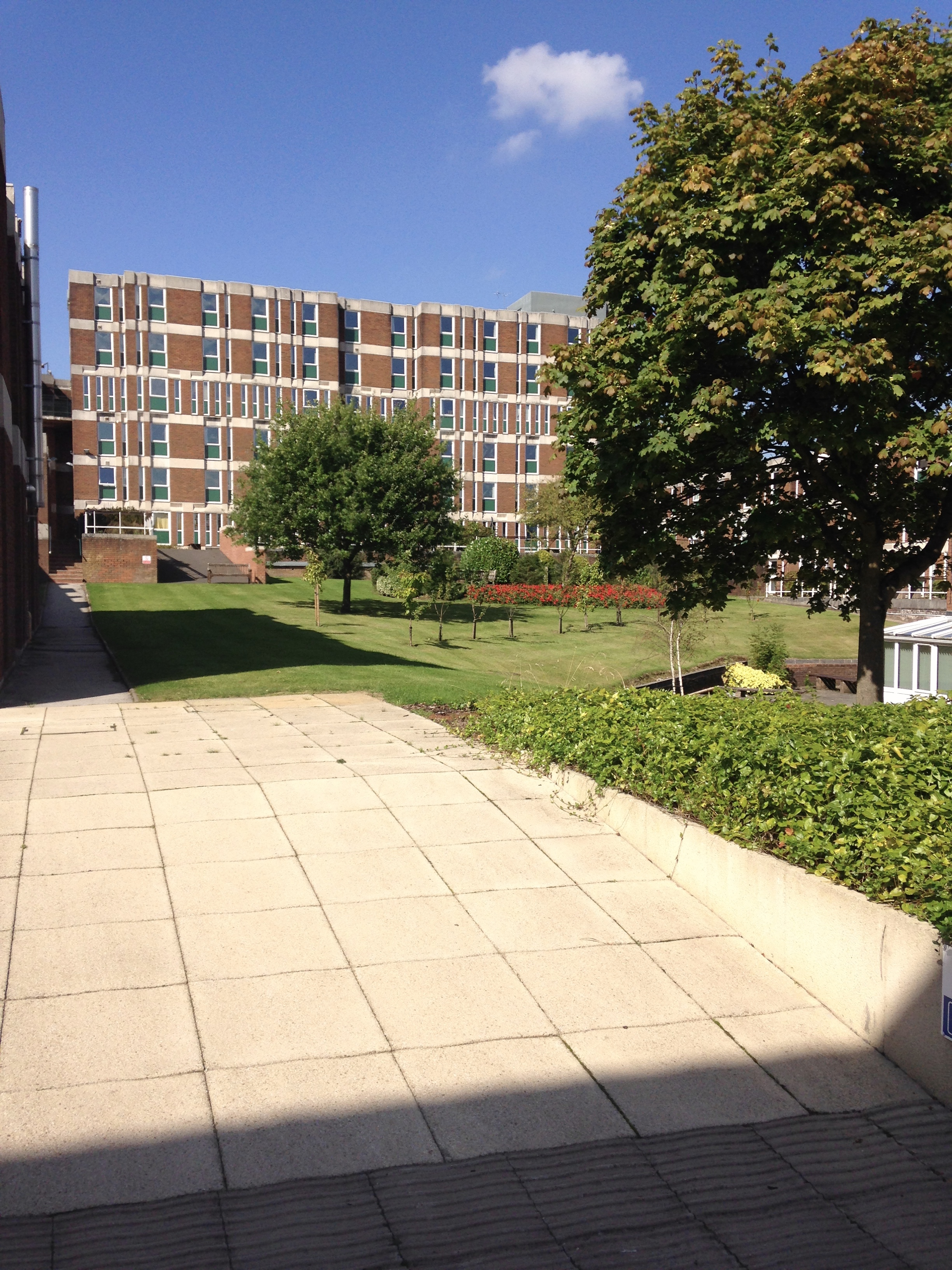
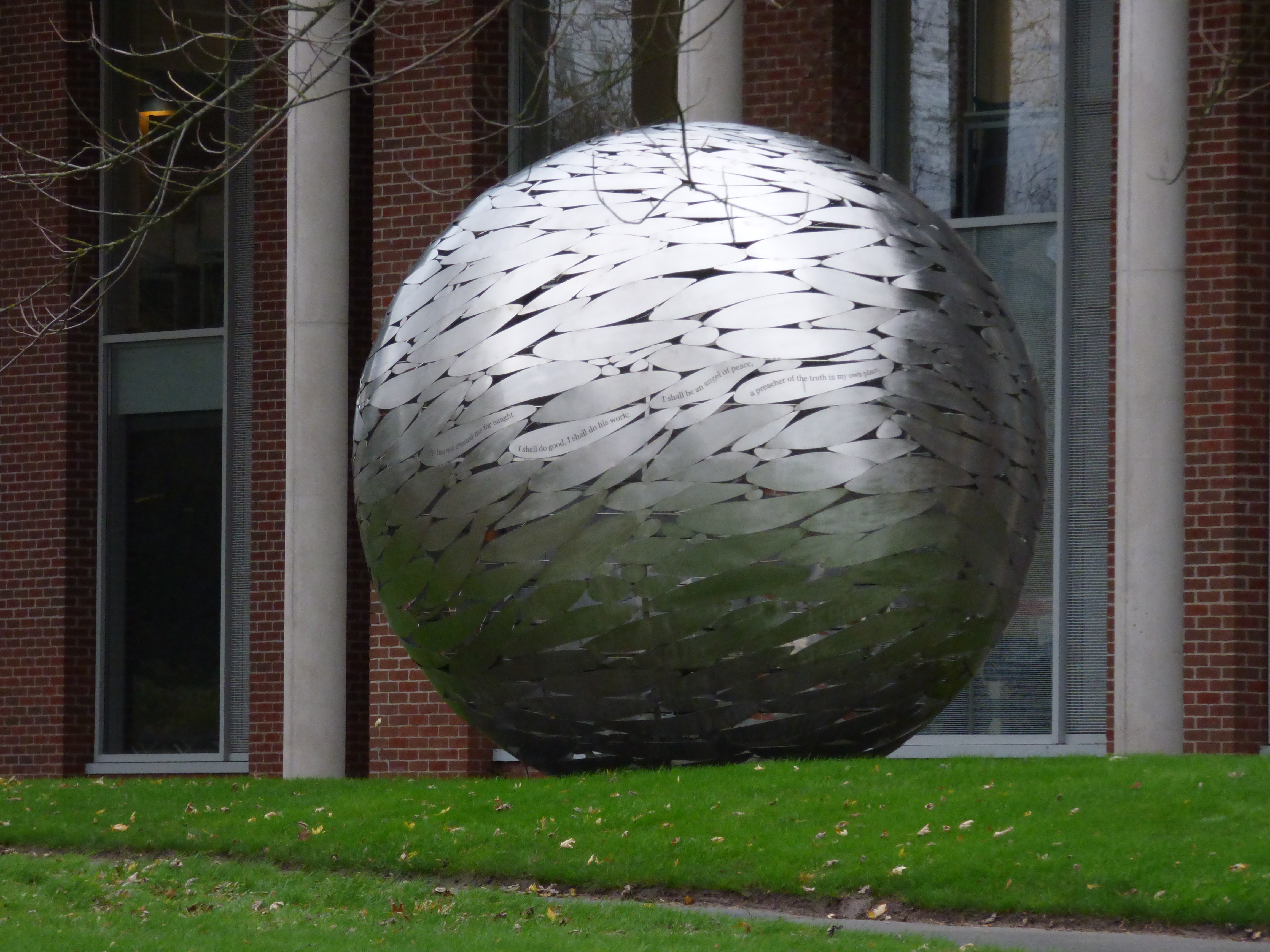
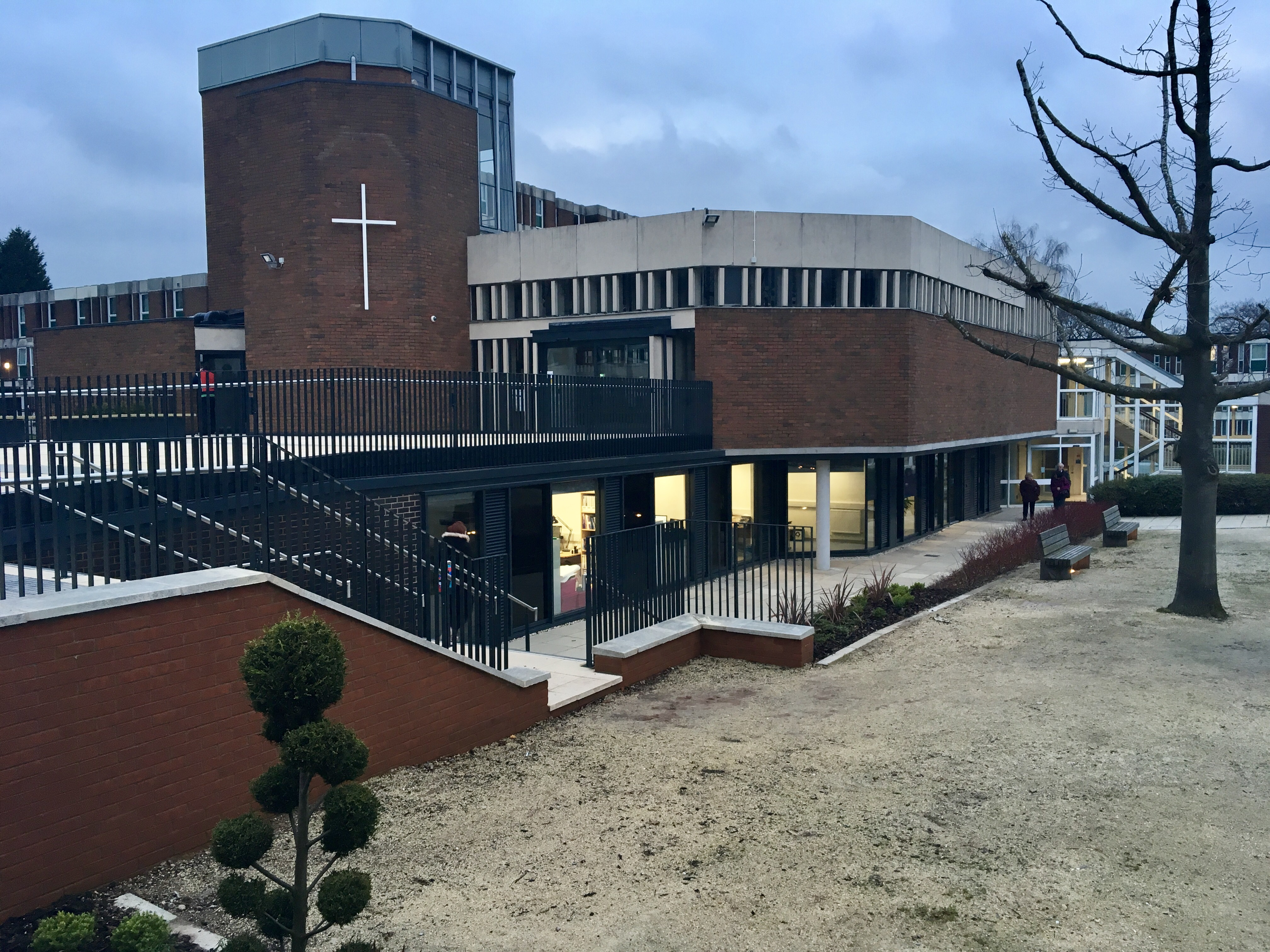